# Héctor Ariel Silva
Pour les articles homonymes, voir Héctor Silva et Silva.
Héctor Ariel Silva (né le 17 janvier 1976 à Santa Fe en Argentine) est un footballeur argentin qui évoluait au poste d'attaquant.

## Biographie
Il joue un match en Copa Sudamericana avec l'équipe du CA Banfield.
Il termine à deux reprises meilleur buteur du championnat d'Argentine de deuxième division, en 2003 et 2005.

## Palmarès
| Gimnasia y Esgrima (CdU) - Championnat d'Argentine de deuxième division : - Meilleur buteur : 2003 (Clôture) (12 buts). |  | Instituto de Córdoba - Championnat d'Argentine de deuxième division (1) : - Champion : 2004 (Ouverture). |  | Talleres - Championnat d'Argentine de deuxième division : - Meilleur buteur : 2005 (Clôture) (11 buts). |